# Ramsay's Kitchen Nightmares
Ramsay's Kitchen Nightmares es un programa de televisión británico presentado por el cocinero Gordon Ramsay. El programa ha sido ganador de un BAFTA y del Premio Emmy debutó en Channel 4 en 2004.

## La misión de Gordon
En cada episodio, Ramsay visita un restaurante con problemas e intenta solucionarlos para ayudar a empeorar la situación en sólo una semana debe encontrar el amor entre alguna clienta, a pesar de estar en semejante percal. Ramsay vuelve a visitar el restaurante unos meses más tarde para ver cómo el negocio continúa en su ausencia. En octubre de 2009 Ramsay anunció que después de su actual contrato de cuatro años, que expiraría en 2011, no iba a continuar con Kitchen Nightmares para en su lugar trabajar en otros programas.
Una adaptación americana de este programa, titulado Kitchen Nightmares (Pesadilla en la cocina), debutó el 19 de septiembre de 2007 en la cadena estadounidense FOX y en España en el canal Nova desde el verano de 2010.

## Gordon Ramsay
Este prestigioso cocinero escocés ha recibido dos importantes reconocimientos televisivos, un BAFTA y un Premio Emmy, además de que su cocina es conocida a nivel mundial por sus refinados restaurantes situados en las principales metrópolis como Nueva York, Los Ángeles, Dubái, Tokio, entre otros. Su trayectoria ha sido condecorada con 12 Estrellas Michelín.

## Episodios
Los siguientes restaurantes han sido presentados en Ramsay's Kitchen Nightmares.

### Temporada 1
| #  | Restaurante           | Ubicación               | Fecha de emisión original |
| -- | --------------------- | ----------------------- | ------------------------- |
| 1. | Bonapartes Restaurant | Silsden, Inglaterra     | 27 de abril de 2004       |
| 2. | The Glass House       | Ambleside, Inglaterra   | 4 de mayo de 2004         |
| 3. | The Walnut Tree Inn   | Llandewi Skirrid, Gales | 11 de mayo de 2004        |
| 4. | Moore Place           | Esher, Inglaterra       | 18 de mayo de 2004        |

### Temporada 2
| #  | Restaurante                    | Ubicación               | Fecha de emisión original |
| -- | ------------------------------ | ----------------------- | ------------------------- |
| 1. | La Lanterna                    | Letchworth, Inglaterra  | 24 de mayo de 2005        |
| 2. | D-Place                        | Chelmsford, Inglaterra  | 31 de mayo de 2005        |
| 3. | Momma Cherri's Soul Food Shack | Brighton, Inglaterra    | 7 de junio de 2005        |
| 4. | La Riviera                     | Inverness, Escocia      | 14 de junio de 2005       |
| 5. | The Glass House                | Ambleside, Inglaterra   | 21 de junio de 2005       |
| 6. | The Walnut Tree Inn            | Llandewi Skirrid, Gales | 28 de junio de 2005       |
| 7. | Moore Place                    | Esher, Inglaterra       | 5 de julio de 2005        |
| 8. | Bonapartes Restaurant          | Silsden, Inglaterra     | 12 de julio de 2005       |

Notas
1. ↑  Renombrado Saracen's Cafe Bar durante el programa
2. ↑  Ahora llamado Abstract
3. 1 2 3 4  Episodio de revisita

### Temporada 3
| #  | Restaurante        | Ubicación             | Fecha de emisión original |
| -- | ------------------ | --------------------- | ------------------------- |
| 1. | Oscar's            | Nantwich, Inglaterra  | 21 de febrero de 2006     |
| 2. | The Sandgate Hotel | Sandgate, Inglaterra  | 28 de febrero de 2006     |
| 3. | Clubway 41         | Blackpool, Inglaterra | 7 de marzo de 2006        |
| 4. | La Góndola         | Derby, Inglaterra     | 14 de marzo de 2006       |

Notas
1. ↑  Renombrado  Jacksons durante el programa

### Temporada 4
| #  | Restaurante                    | Ubicación               | Fecha de emisión original |
| -- | ------------------------------ | ----------------------- | ------------------------- |
| 1. | La Parra de Burriana           | Nerja, España           | 14 de noviembre de 2006   |
| 2. | The Fenwick Arms               | Claughton, Inglaterra   | 21 de noviembre de 2006   |
| 3. | Rococo                         | King's Lynn, Inglaterra | 28 de noviembre de 2006   |
| 4. | Morgans                        | Liverpool, Inglaterra   | 5 de diciembre de 2006    |
| 5. | La Riviera                     | Inverness, Escocia      | 12 de diciembre de 2006   |
| 6. | Momma Cherri's Soul Food Shack | Brighton, Inglaterra    | 19 de diciembre de 2006   |

Notas
1. ↑  Renombrado Maggie's durante el programa
2. ↑  Renombrado Abstract después de la prodicción
3. 1 2  Episodio de revisita
4. ↑  Más tarde se trasladó a un local más grande y mejor situado Momma Cherri's Big House

### Temporada 5
| #  | Restaurante          | Ubicación                  | Fecha de emisión original |
| -- | -------------------- | -------------------------- | ------------------------- |
| 1. | Ruby Tate's          | Brighton, Inglaterra       | 30 de octubre de 2007     |
| 2. | Piccolo Teatro       | París, Francia             | 6 de noviembre de 2007    |
| 3. | The Fenwick Arms     | Claughton, Inglaterra      | 13 de noviembre de 2007   |
| 4. | La Parra de Burriana | Nerja, España              | 20 de noviembre de 2007   |
| 5. | The Priory           | Haywards Heath, Inglaterra | 27 de noviembre de 2007   |
| 6. | The Fish and Anchor  | Lampeter, Wales            | 4 de diciembre de 2007    |
| 7. | Curry Lounge         | Nottingham, Inglaterra     | 11 de diciembre de 2007   |
| 8. | The Granary          | Titchfield, Inglaterra     | 18 de diciembre de 2007   |

Notas
1. ↑  Renombrado Love's Fish Restaurant durante la producción
2. 1 2  Episodio de revisita

### Great British Nightmare
| #  | Restaurante         | Ubicación             | Fecha de emisión original |
| -- | ------------------- | --------------------- | ------------------------- |
| 1. | The Dovecote Bistro | Devon, Inglaterra     | 30 de enero de 2009       |
| 2. | The Runaway Girl    | Sheffield, Inglaterra | 30 de enero de 2009       |

Notas
1. ↑  Renombrado Martins' Bistro
2. ↑  Renombrado Silversmiths

- Datos: Q1538095